# جيتسي بول
جيتسي بول (بالهولندية: Jetse Bol)‏ (و. 1989  م) هو راكب دراجة هوائية، من مملكة هولندا، شارك في طواف إيطاليا 2014، وطواف إسبانيا 2017، وطواف برغش 2017، يلعب كعداء دراجات ‏.

## روابط خارجية
- جيتسي بول على موقع الاتحاد الدولي للدراجات (الإنجليزية)
- جيتسي بول على موقع أرشيف الدراجات (الإنجليزية)
- جيتسي بول على موقع إحصائيات الدراجات الإحترافية (الإنجليزية)
- جيتسي بول على موقع نسبة الدراجات (الإنجليزية)
- جيتسي بول على موقع CycleBase (الإنجليزية)